# Миколай Гомулка
Мико̀лай Гому̀лка (на полски: Mikołaj Gomółka) е полски ренесансов композитор и инструменталист, кралски музикант, автор на първата полска национална книга с песни „Мелодии за Полския псалтир (на полски: Melodie na psałterz polski), издадена през 1580 година в печатницата на Лазаж Андрисович в Краков.